# Wschodnioniemiecka Formuła 3 Sezon 1953
Sezon 1953 był czwartym sezonem Wschodnioniemieckiej Formuły 3.
Pojemność silników samochodów była ograniczona do 500 cm³.

## Kalendarz wyścigów
| Runda | Data        | Tor              | Pole position   | Najszybsze okrążenie        | Zwycięzca (kierowcy) | Zwycięzca (zespoły) |
| ----- | ----------- | ---------------- | --------------- | --------------------------- | -------------------- | ------------------- |
| 1     | 17 maja     | Lipsk            | ?               | Kurt Kuhnke                 | Kurt Kuhnke          | Kurt Kuhnke         |
| 2     | 21 czerwca  | Rostock          | ?               | Kurt Ahrens sr.             | Kurt Ahrens sr.      | Kurt Ahrens         |
| 3     | 5 lipca     | Halle-Saale      | Willy Lehmann   | Willy Lehmann               | Gerhard Zschoche     | BSG Motor Köthen    |
| 4     | 26 lipca    | Dresden-Hellerau | Kurt Ahrens sr. | Kurt Kuhnke Kurt Ahrens sr. | Kurt Kuhnke          | Kurt Kuhnke         |
| 5     | 23 sierpnia | Sachsenring      | Kurt Ahrens sr. | Kurt Ahrens sr.             | Kurt Ahrens sr.      | Kurt Ahrens         |

## Klasyfikacja kierowców
| Legenda oznaczeń w tabelach wyników Wyświetl szablon na nowej stronie | Legenda oznaczeń w tabelach wyników Wyświetl szablon na nowej stronie                                                                     |
| Oznaczenie                                                            | Wyjaśnienie |
| --------------------------------------------------------------------- | --- |
| Złoty                                                                 | Zwycięzca lub mistrzostwo |
| Srebrny                                                               | 2. miejsce lub wicemistrzostwo |
| Brązowy                                                               | 3. miejsce lub II wicemistrzostwo |
| Zielony                                                               | Ukończył, punktował (w klasyfikacji generalnej, gdy zdobył co najmniej jeden punkt na przestrzeni sezonu, poza trzema powyższymi opcjami) |
| Niebieski                                                             | Ukończył, nie punktował (w klasyfikacji generalnej, gdy nie zdobył co najmniej jednego punktu na przestrzeni sezonu)                      |
| Czerwony                                                              | Nie zakwalifikował się (NZ) |
| Czerwony                                                              | Nie prekwalifikował się (NPK) |
| Różowy                                                                | Nie ukończył (NU) |
| Różowy                                                                | Niesklasyfikowany (NS) (w klasyfikacji generalnej, gdy nie został sklasyfikowany w żadnym wyścigu sezonu)                                 |
| Czarny                                                                | Zdyskwalifikowany (DK) |
| Czarny                                                                | Wykluczony (WYK/EX) |
| Biały                                                                 | Nie wystartował (NW) |
| Biały                                                                 | Kontuzjowany (K/INJ) |
| Biały                                                                 | Wyścig odwołany (OD/C) |
| Bez koloru                                                            | Został wycofany (WYC/WD) |
| Bez koloru                                                            | Nie przybył (NP/DNA) |
| Bez koloru                                                            | Nie brał udziału w treningach (NT/DNP) |
| Bez koloru                                                            | Nie został zgłoszony (–) |
| Pogrubienie                                                           | Start z pole position |
| Kursywa                                                               | Najszybsze okrążenie wyścigu |
| †                                                                     | Nie ukończył, ale jego rezultat został zaliczony ze względu na przejechanie więcej niż 90% dystansu wyścigu.                              |
| *                                                                     | Sezon w trakcie |
| 1/2/3                                                                 | Punktowana pozycja w sprincie kwalifikacyjnym                                                                                             |
| Lista systemów punktacji Formuły 1                                    | |

| Poz.                                          | Kierowca             | Zespół                        | LIP | ROS | HSS | DRE | SCH | Punkty |
| --------------------------------------------- | -------------------- | ----------------------------- | --- | --- | --- | --- | --- | ------ |
| 1                                             | Willy Lehmann        | BSG Einheit Bitterfeld        | NU  | 3   | NU  | 3   | 2   | 24     |
| 2                                             | Karl-August Bergmann | BSG Traktor Güstrow           | ?   | 8   | 2   | 4   | ?   | 17     |
| 3                                             | Gerhard Zschoche     | BSG Motor Köthen              | ?   | 7   | 1   | NU  | ?   | 14     |
| 4                                             | Gerhard Demmrich     | BSG Einheit Greiz             | ?   | ?   | 3   | ?   | 4   | 11     |
| 5                                             | Karl Weber           | BSG Einheit Heiligenstadt     | -   | -   | 4   | 5   | 6   | 5      |
| NS                                            | Rudolf Klemm         | BSG Motor IFA Karl-Marx-Stadt | 2   | ?   | ?   | ?   | ?   | 0      |
| NS                                            | Fritz Krakow         | BSG Lokomotive Teterow        | 3   | ?   | ?   | -   | -   | 0      |
| NS                                            | Martin Limmer        | BSG Einheit Greiz             | ?   | 5   | NU  | ?   | ?   | 0      |
| NS                                            | Werner Lenke         | BSG Motor IFA Karl-Marx-Stadt | ?   | 6   | NU  | ?   | ?   | 0      |
| NS                                            | Albert Lässig        | BSG Lokomotive Warnemünde     | ?   | ?   | -   | ?   | -   | 0      |
| NS                                            | Josef Ortschitt      | BSG Motor Eisenach            | ?   | ?   | ?   | ?   | ?   | 0      |
| NS                                            | Hans Schidlowski     | BSG Motor Wendenschloß        | ?   | ?   | ?   | ?   | -   | 0      |
| NS                                            | Günter Sternberg     | BSG Einheit Greifswald        | ?   | ?   | -   | -   | -   | 0      |
| NS                                            | Bobby Kohlrausch     | BSG Motor Immelborn           | ?   | -   | ?   | -   | -   | 0      |
| NS                                            | Kurt Rintsch         | BSG Chemie Wolfen             | -   | ?   | ?   | ?   | ?   | 0      |
| NS                                            | Hans Bohring         | BSG Chemie Lützkendorf        | -   | -   | ?   | ?   | ?   | 0      |
| NS                                            | Werner Finke         | BSG Stahl Hennigsdorf         | -   | -   | ?   | -   | ?   | 0      |
| NS                                            | Werner Beer          | BSG Post Dresden              | -   | -   | -   | ?   | ?   | 0      |
| NS                                            | Günther Wurlitzer    | BSG Traktor Wiederoda         | -   | -   | -   | ?   | ?   | 0      |
| Kierowcy niedopuszczeni do zdobywania punktów |                      |                               |     |     |     |     |     |        |
| NS                                            | Kurt Ahrens sr.      | Kurt Ahrens                   | ?   | 1   | -   | 2   | 1   | 0      |
| NS                                            | Kurt Kuhnke          | Kurt Kuhnke                   | 1   | NU  | -   | 1   | 3   | 0      |
| NS                                            | Adolf Lang           | Adolf Lang                    | -   | 2   | -   | NU  | -   | 0      |
| NS                                            | Hellmut Deutz        | Hellmut Deutz                 | -   | 4   | -   | -   | ?   | 0      |
| NS                                            | Otto Kolan           | Adolf Lang                    | -   | -   | -   | ?   | -   | 0      |
| NS                                            | Karl Jehle           | Karl Jehle                    | -   | -   | -   | -   | ?   | 0      |